# 宋祖德
宋祖德（1968年8月24日—），出生於中国江苏省靖江市，中国大陆娱乐界评论家，弟弟是作家刘信达。
2023年2月2日，因胡鑫宇事件，宋祖德的新浪微博被禁言处理。

## 外部連結
- 宋祖德的新浪微博（简体中文）
- 宋祖德在香港影庫上的簡介
- 宋祖德在时光网上的簡介（简体中文）
- 宋祖德在豆瓣上的资料（简体中文）